# Штурм Дворца правосудия в Боготе
Штурм Дворца правосудия в Боготе (исп. Toma del Palacio de Justicia) — вооруженное противостояние между войсками Колумбии и повстанческим формированием М-19, один из центральных эпизодов Гражданской войны в Колумбии.

## Теракт
Данный инцидент произошёл 6 ноября 1985 года в Боготе. Это была одна из крупнейших и самых дерзких вылазок колумбийских экстремистов за все 52 года войны. Всё произошло в столичном Дворце правосудия, на который задолго до нападения уже готовился ряд атак. По предложению колумбийских спецслужб охрана здания была увеличена в несколько раз, но существенной роли в дальнейших событиях это не сыграло. 35 членов леворадикальной организации M-19 («Движение 19-го апреля») внезапно подъехали к дворцу на легковых автомобилях и начали стрелять по охране. Вооружены они были автоматами, пулемётами, ПЗРК и ручными гранатомётами, штурм здания завершился успешно. 
Вначале террористы убили нескольких гвардейцев и работника Дворца, а затем заняли всю его территорию и организовали круговую оборону. Руководители M-19, Луис Отеро и Альваро Файяд, заявили что это была вооружённая акция протеста против действующего президента страны Белисарио Бетанкура. Стоит отметить, что в заложниках у этих «протестующих» оказались 300 человек[уточнить], в том числе и все члены Верховного суда Колумбии. 
Реакция правительства оказалась мгновенной: на место прибыл младший лейтенант Фонсека с солдатами и ворвался внутрь Дворца. В ходе перестрелки он был убит, а военные отступили. Несколько часов в районе происшествия кружили вертолёты колумбийской полиции, а чуть позже на помощь заложникам прибыли группа спецназа, два танка и несколько сотен военнослужащих[уточнить]. Штурм начался. Боевики бежали под натиском противника на крышу, где принялись сжигать архивные документы и судебные бумаги. Военным удалось вывести из небезопасного здания 138[уточнить] человек, но далее операция затянулась. 
Спустя 28 часов после начала столкновений правительственных сил с повстанцами горящий Дворец Правосудия был освобождён. В результате погибли 11 солдат, 12 судей (в том числе председатель Альфонсо Рейес Эчандия), 58 гражданских лиц и 33 партизана «Движения 19-го апреля»[уточнить]. Само здание превратилось в руины. Через несколько лет начались судебные разбирательства по этому делу, для которых было подготовлено множество документов и свидетельств.

## Расправы с задержанными террористами
В июле 2008 года колумбийское правительство предписало журналистке Вирхинии Вальехо дать показания по возобновлённому делу о штурме Дворца правосудия в Боготе. В колумбийском консульстве в Майами прокурор, присланный генеральным прокурором Колумбии, попросил Вальехо подтвердить сведения, описанные в её мемуарах в главе «Дворец, объятый пламенем». В течение следующих пяти часов она рассказала о роли всех участников той трагедии, в частности, отметив, что «хотя М-19 и Медельинский картель были ответственны за штурм, военные несут ответственность за резню». Журналистка также указала на бездействие президента Белисарио Бетанкура: «Командиры повстанцев из М-19 взяли судей в заложники, чтобы заставить правительство прислушаться к их требованиям, в том числе к отмене договора об экстрадиции с США. Но президент Бетанкур отказался отвечать на звонки председателя Верховного суда, магистрата Альфонсо Рейеса Эчандии, умолявшего спасти их жизни, и вместо этого он позволил армии и полиции разбомбить здание с 400 людьми внутри». В своих показаниях под присягой Вальехо поведала о словах Пабло Эскобара, сказанных ей в следующем году, после 10 месяцев разлуки с ней: «Люди, задержанные после пожара, многие с ожогами третьей степени, были отправлены в военные гарнизоны, где их пытали, а женщины были подвергнуты групповому изнасилованию, в целях узнать об убежищах других командиров повстанцев и о деньгах, которые я заплатил им, чтобы они украли мои документы до того, как суд вынес бы решение о нашей экстрадиции; впоследствии они были убиты, а их останки исчезли в ёмкостях с негашеной известью и серной кислотой». В конце главы Вальехо подытожила эти трагические события: «Этот пожар был холокостом колумбийской системы правосудия с триумфом истеблишмента, традиционных партий и „Экстрадируемых“ во главе с Эскобаром».
Спустя 25 лет после штурма Дворца правосудия 9 июня 2010 года судья Мария Стелья Хара приговорила полковника армии Альфонсо Пласаса к 30 годам тюремного заключения за насильственное исчезновение задержанных. Президент Урибе выступил по телевидению с критикой приговора и предложил свою защиту военным. Через неделю судье Харе пришлось бежать из Колумбии.